# Veress Anna (dramaturg)
Veress Anna (Budapest, 1951. április 18. –) Jászai Mari-díjas magyar dramaturg, műfordító.

## Életpályája
A budapesti Móricz Zsigmond Gimnáziumban érettségizett. 1974-1976 között a Budapesti Városépítési Tervező Vállalat munkatársa volt. 1979-ben építészmérnök diplomát szerzett a Budapesti Műszaki Egyetemen. 
1978-1992 között a Magvető Kiadó irodalmi- és a Rakéta Regényújág szerkesztőjeként dolgozott. 1980-ban Ascher Tamás asszisztenseként dolgozott a Nemzeti Színházban. 1992-2000 között a Katona József Színház, 2000-2007 között a Krétakör Színház dramaturgja volt. 
2007 óta szabadúszóként főleg független produkciókban vesz részt. Fordítással is foglalkozik.
Darvas Ferenc zenésszel való kapcsolatából született gyermeke: Darvas Kristóf.

## Díjai és kitüntetései
- Bálint Lajos-gyűrű (2007)
- Irodalmi Jelen-díj (2007)
- Jászai Mari-díj (2009)
- Hevesi Sándor-díj (2023)[5]